# Tim Holt
Tim Holt, född 5 februari 1919 i Los Angeles, Kalifornien, död 15 februari 1973 i Shawnee, Oklahoma, var en amerikansk skådespelare. Han var son till skådespelaren Jack Holt och bror till skådespelaren Jennifer Holt. Tim Holt gjorde många roller i westernfilmer.

## Filmografi i urval
- 1937 – Stella Dallas
- 1938 – Den gyllene jorden
- 1938 – En farlig senorita
- 1939 – Diligensen
- 1941 – Kärlekens bakgata
- 1942 – De magnifika Ambersons
- 1943 – Hitlers barn
- 1948 – Sierra Madres skatt
- 1951 – Dödligt lik